# Nicolaus Germanus

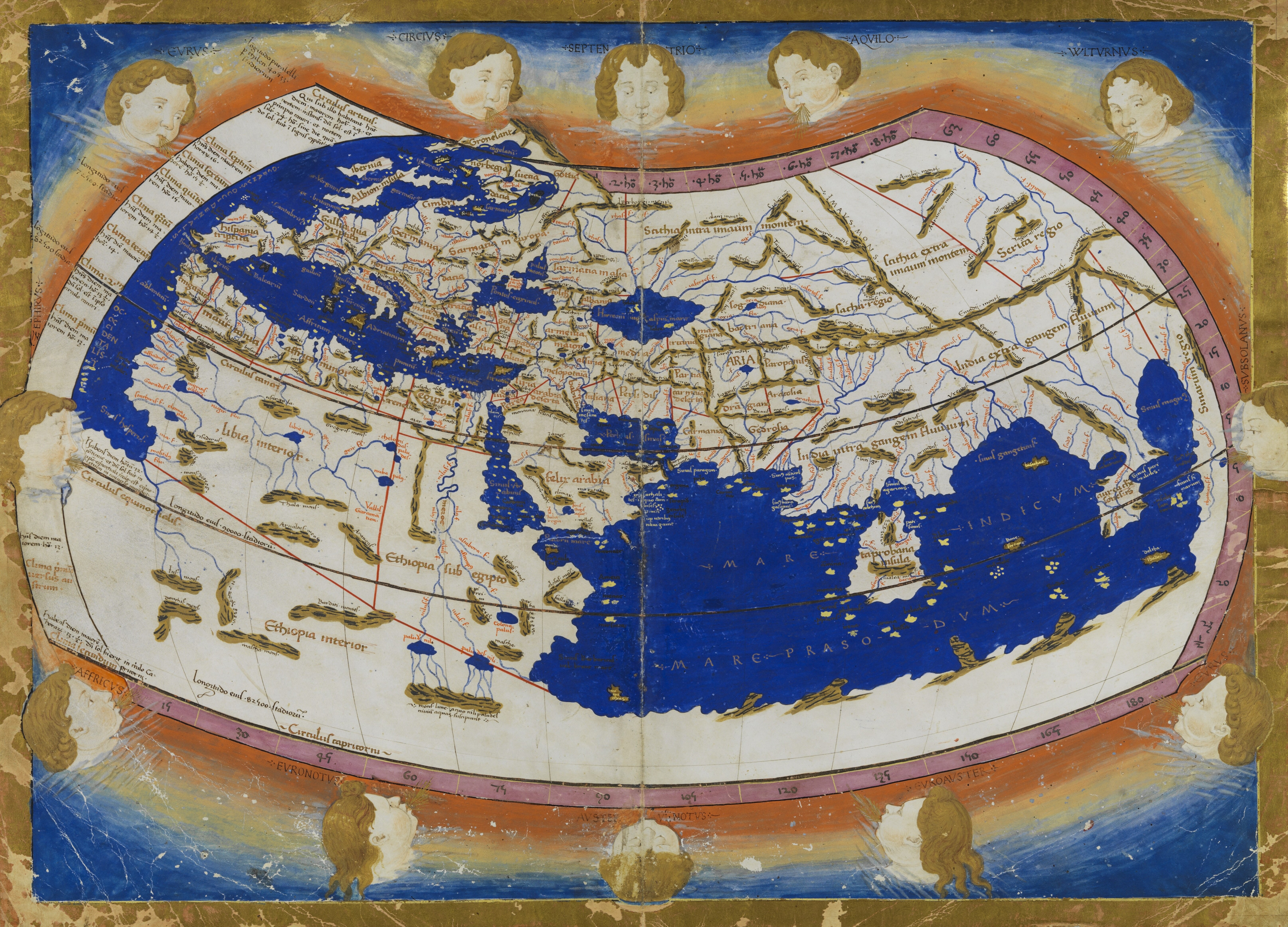
Mapamundi ptolematico contenido en un manuscrito de Nicolaus Germanus de 1467, trazado en la segunda proyección de Ptolomeo y con Escandinavia añadida en el noroeste.

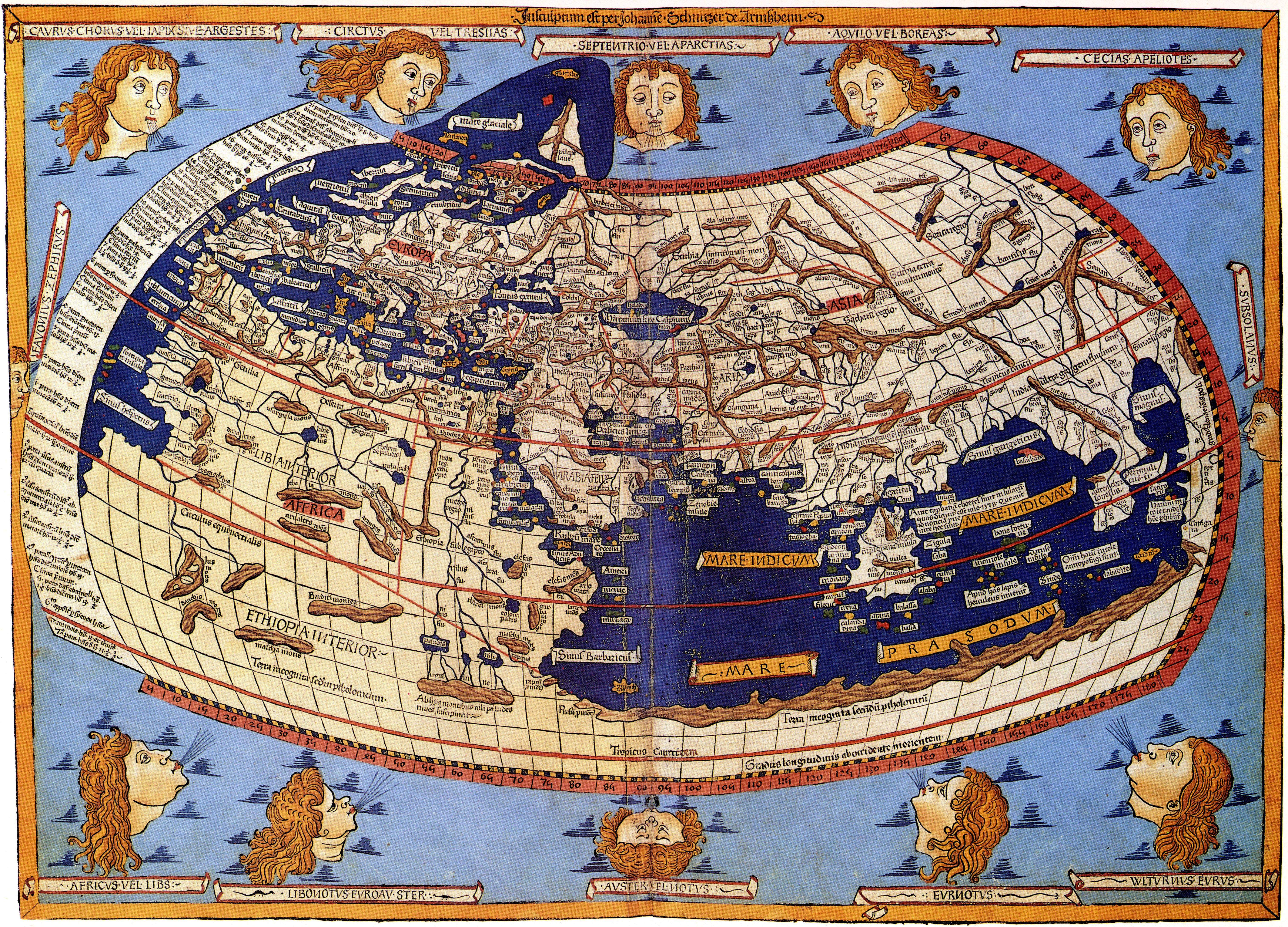
Mapamundi ptolemaico grabado por Johannes Schnitzer en la edición de 1482 de Ulm de la Geografía de Ptolomeo.

Nicolaus Germanus (c. 1420 - c. 1490) fue el autor de varios manuscritos de lujo de la Geografía de Ptolomeo destinados principalmente a príncipes italianos. Se supone que era originario de Ulm, en la actual Alemania. En sus obras modificó ligeramente la proyección de los mapas regionales de la Geografía y añadió mapas "modernos" de algunas regiones. No obstante, tenía dificultades para comprender el texto de la obra y muchos de los esquemas geométricos que dibujó están errados.

## Nombre
En el siglo XV era habitual que los eruditos y artesanos adoptaran una versión latinizada de su nombre de nacimiento. Nicolaus Germanus es la forma latina del nombre "Nicolás el Alemán". Se desconoce su nombre de nacimiento completo. Su nombre va a veces precedido de "Donnus" o "Donus", una forma abreviada del título latino Dominus ("Señor" o "Maestro").

## Vida
No se sabe nada de los primeros años de vida de Nicolaus Germanus. Aparece por primera vez en los registros del priorato de Reichenbach (actualmente en Baden-Württemberg), donde fue prior del monasterio benedictino en 1442. Parece que se formó en cosmografía hacia 1460 y llegó a Italia en 1464. Vivió primero en Florencia, donde compiló tablas astrológicas y realizó su primer manuscrito de la Geografía de Ptolomeo en 1466. Posteriormente se trasladó a Roma, donde creó un par de globos terráqueos y un mapamundi para la Biblioteca Vaticana en 1477. Siguió preparando actualizaciones y revisiones de los mapas de Ptolomeo durante varios años. El último registro contemporáneo de su actividad procede de un erudito alemán, Conrad Celtis, que le conoció en Florencia y escribió que Nicolaus se quejaba amargamente de que otros se llevaran la gloria y el beneficio de su trabajo.

## Obras

### Geografíade Ptolomeo
Nicolaus Germanus fue una figura influyente en la modernización y popularización de la Geographia de Ptolomeo. Al menos quince copias manuscritas de la Geographia fueron escritas por Germanus o copiadas inmediatamente de su obra. Todas las versiones impresas en el siglo XV se basaron en sus manuscritos, excepto la de Florencia de 1482.
El estudioso Joseph Fischer clasificó sus manuscritos en tres recensiones (versiones), basadas sobre todo en el número de mapas incluidos y el tipo de proyección cartográfica utilizada. La primera recensión (entre 1460 y 1466) contiene sólo los veintisiete mapas originales de Ptolomeo (tabulae antiquae) dibujados con una proyección trapezoidal de la que Germanus se proclamó autor. En la llamada "proyección Donis", la latitud se refleja mediante líneas paralelas, mientras que las líneas de longitud convergen hacia el polo. Esta recensión sirvió de base para la edición de Roma de la Geographia impresa en 1478 y reimpresa en 1490. Henricus Martellus Germanus también adoptó la proyección trapezoidal en 1480 para su versión manuscrita de la Geographia.
La segunda recensión (1466 a 1468) incluye las veintisiete tabulae antiquae y tres nuevos mapas (tabulae modernae) que cubren el norte de Europa, España y Francia. Su representación de la región escandinava, incluyendo Islandia y Groenlandia, se basaba en la representación más precisa dibujada décadas atrás por el danés Claudius Clavus. El mapamundi de esta recensión se dibujó utilizando la proyección homeotérica, que Ptolomeo calificó de superior pero más difícil de construir. Esta recensión fue la base de la edición impresa en 1482 y 1486 en Ulm. Esta fue la primera edición de la Geographia que se imprimió al norte de los Alpes y el primer atlas que se coloreó internamente antes de su venta. Se imprimió utilizando xilografías preparadas por Johannes de Armsheim, quien introdujo por primera vez la práctica de que los grabadores firmaran sus mapas.
La última recensión de Germanus (1468 a 1482) agregó dos mapas más que representan a Italia y Palestina y amplió el mapamundi para incluir el norte de Europa, con Islandia y Groenlandia en ubicaciones diferentes de la recensión anterior. La Geographia de Berlinghieri, impresa en 1482, utiliza una mezcla de mapas de esta recensión y de otras anteriores.
Las ediciones de 1482 de Ulm y Berlinghieri contienen los primeros mapas modernos (derivados de Germanus) que aparecen impresos. Germanus introdujo otras innovaciones cartográficas, incluido el uso de puntos o círculos para marcar la posición exacta de las localidades y líneas de puntos para indicar las fronteras.

### Globos
En 1477, Nicolaus Germanus creó un globo terráqueo y otro celeste para incluirlos en la nueva Biblioteca del Vaticano. Germanus recibió 200 ducados por los globos y siete ducados adicionales para agregar el escudo de armas papal y proporcionar dos cubiertas. Los globos se incluyeron en un inventario de 1481 y se guardaron en la Salle Pontifica hasta que se perdieron durante el saqueo de Roma en 1527. El globo terráqueo es uno de los más antiguos documentados, anterior en 15 años al globo de Behaim, que sí se ha conservado.

### Astrología
Nicolaus Germanus también fue un competente astrólogo. En 1466, mientras estaba en Florencia, preparó una tabla astrológica para el duque Borso d'Este que demostraba su capacidad para calcular las posiciones de los planetas para varios años en el futuro. En Roma preparó una tabla astrológica similar para el Papa Pablo II.

### Citas
1. 1 2 3  Suarez (1992)
2. 1 2 3  Babicz 1987
3. ↑  Gautier-Dalché 2009, 223
4. ↑  Gautier-Dalché 2009, 224
5. ↑  Fischer 1911
6. 1 2 3 4 5  Meurer 2007 pp. 1182-1183
7. 1 2  Campbell 1987 p. 9
8. 1 2  Campbell 1987 pp. 9, 123-124
9. ↑  Campbell 1987 pp. 9, 123-124
10. ↑  Edson 2007 p. 139